# Girl Talk (album Moniki Borzym)
Girl Talk – wydany jesienią 2011 r. debiutancki album Moniki Borzym, podejmujący jej interpretację znanych lub zapowiadających się evergreenów jazzowych, soulowych i popowych.
Jego produkcją zajął się Matt Pierson, który przygotowywał także płyty takich artystów jak Joshua Redman czy Brad Mehldau. Aranżacje wykonali amerykańscy jazzmeni – Gil Goldstein (laureat nagród Grammy) i Aaron Parks. Wśród muzyków pojawiają się na płycie też m.in.: basista Larry Grenadier, perkusista Eric Harland, trębacz Greg Gisbert, saksofonista Seamus Blake i puzonista Mike Davis.
Nagrania dotarły do 9. miejsca listy OLiS i uzyskały status platynowej płyty.

## Lista utworów
1. “You Know You’re No Good” (Amy Winehouse)
2. “Extraordinary Machine” (Fiona Apple)
3. “Even So” (Rachael Yamagata)
4. “American Boy” (Estelle)
5. “Field Below” (Regina Spektor)
6. “Appletree” (Erykah Badu)
7. “Down Here Below” (Abbey Lincoln)
8. “Gatekeeper” (Feist)
9. “The Dry Cleaner from Des Moines” (Joni Mitchell)
10. “Abololo” (Marisa Monte)
11. “Possibly Maybe” (Bjork)
12. “Thank You” (Dido)